# Вулиця Олександра Халаменюка
Ву́лиця Халаменюка́ — одна з вулиць Кременчука. Протяжність близько 500 метрів.

## Розташування

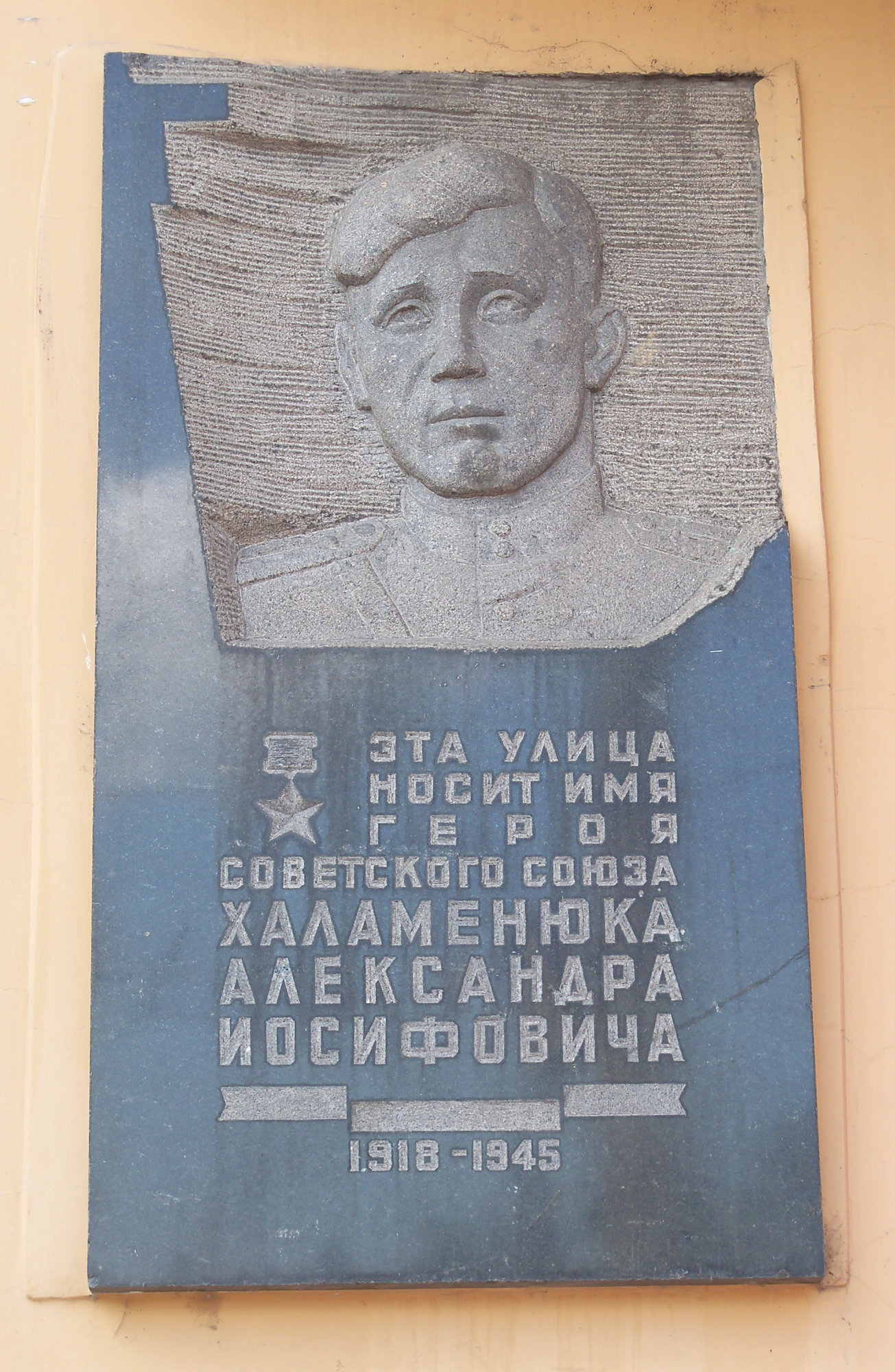
Пам'ятна дошка Олександру Халаменюку на розі вулиць Халаменюка та Соборної

Вулиця розташована в центральній частині міста. Починається з роздоріжжя вулиці Соборної та проспекту Свободи та прямує на південний схід, до роздоріжжя вулиць Університетської та Юрія Руфа.
Через те, що вулиця коротка, вона не проходить крізь жодну вулицю.

## Опис
Вулиця відіграє важливу сполучну функцію: вона з'єднує проспект Свободи з Університетською вулицею — важливими транспортними артеріями міста. По ліву сторону вулиці розташований парк МЮДа.

## Походження назви
Вулиця названа на честь Героя Радянського Союзу, уродженця міста, Олександра Халаменюка.

## Будівлі та об'єкти
- Буд. № 7 — супермаркет «Амстор»[1].
- Буд. № 8 — готель «Дніпровські зорі»[2].